# Hewlett Harbor
Hewlett Harbor es una villa ubicada en el condado de Nassau en el estado estadounidense de Nueva York. En el año 2000 tenía una población de 1.271 habitantes y una densidad poblacional de 677.3 personas por km². Hewlett Harbor se encuentra dentro del pueblo de Hempstead.

## Geografía
Hewlett Harbor se encuentra ubicada en las coordenadas 40°38′6″N 73°40′58″O / 40.63500, -73.68278. Según la Oficina del Censo, la ciudad tiene un área total de 2,1 km² (0,8 mi²), de la cual 0,9 km² (0,3 mi²) es tierra y 0,2 km² (0,1 mi²) (10.98%) es agua.

## Demografía
Según la Oficina del Censo en 2000 los ingresos medios por hogar en la localidad eran de $159,682, y los ingresos medios por familia eran $185,962. Los hombres tenían unos ingresos medios de $100,000 frente a los $40,000 para las mujeres. La renta per cápita para la localidad era de $82,069. Alrededor del 0.7% de la población estaban por debajo del umbral de pobreza.